# Coupe de Biélorussie de football 2011-2012
Navigation
Coupe de Biélorussie 2010-2011 Coupe de Biélorussie 2012-2013
La Coupe de Biélorussie 2011-2012 est la 21e édition de la Coupe de Biélorussie depuis la dissolution de l'URSS. Elle prend place entre le 14 juin 2011 et le 20 mai 2012, date de la finale au stade Dinamo de Minsk.
Un total de 48 équipes prennent part à la compétition, cela inclut l'intégralité des clubs de la saison 2011 des trois premières divisions biélorusses, à l'exception d'une équipe réserve, auxquelles s'ajoutent cinq équipes amateurs ayant remporté leurs coupes régionales respectives, les qualifiant ainsi pour la coupe nationale.
La compétition suivant un calendrier sur deux années, contrairement à celui des championnats biélorusses qui s'inscrit sur une seule année, celle-ci se trouve de fait à cheval entre deux saisons de championnat ; ainsi pour certaines équipes promues ou reléguées durant la saison 2011, la division indiquée peut varier d'un tour à l'autre.
Le Naftan Novopolotsk remporte sa deuxième coupe nationale à l'issue de la compétition au détriment du FK Minsk. Cette victoire permet au club de se qualifier pour le deuxième tour de qualification de la Ligue Europa 2012-2013 ainsi que pour l'édition 2013 de la Supercoupe de Biélorussie.

## Seizièmes de finale
Les équipes de la première division 2011 font leur entrée à partir de ce tour.
| Date             | Locaux                    | Score                | Visiteurs                |
| ---------------- | ------------------------- | -------------------- | ------------------------ |
| 29 juin 2011     | DBK Homiel (D2)           | 0 - 0 ap (3 - 4 tab) | (D2) SKVITCH Minsk       |
| 29 juin 2011     | FK Polotsk (D2)           | 0 - 5                | (D1) FK Homiel           |
| 29 juin 2011     | FK Baranavitchy (D2)      | 2 - 3                | (D2) Partizan Minsk      |
| 29 juin 2011     | FK Roudensk (D2)          | 2 - 1                | (D1) Torpedo Jodzina     |
| 29 juin 2011     | Kletchask Kletsk (D2)     | 1 - 1 ap (8 - 7 tab) | (D1) Dniepr Mahiliow     |
| 29 juin 2011     | FK Lida (D3)              | 3 - 2                | (D1) Slavia Mazyr        |
| 29 juin 2011     | FK Sloutsk (D2)           | 1 - 2 ap             | (D1) Dinamo Minsk        |
| 29 juin 2011     | FK Smarhon (D2)           | 0 - 2                | (D1) Nioman Hrodna       |
| 29 juin 2011     | Belkard Hrodna (D2)       | 2 - 0 ap             | (D1) FK Vitebsk          |
| 29 juin 2011     | Granit Mikachevitchy (D2) | 0 - 3                | (D1) Dinamo Brest        |
| 29 juin 2011     | Beltransgaz Slonim (D3)   | 2 - 4                | (D1) Naftan Novopolotsk  |
| 29 juin 2011     | Volna Pinsk (D2)          | 1 - 3                | (D2) Vedrytch Retchytsa  |
| 29 juin 2011     | Homieltchygountrans (D3)  | 1 - 5                | (D1) Belchina Babrouïsk  |
| 22 juillet 2011  | FK Haradzeïa (D2)         | 0 - 7                | (D1) BATE Borisov        |
| 17 août 2011     | Partizan-2 Minsk (D3)     | 2 - 4                | (D1) FK Minsk            |
| 6 septembre 2011 | Khimik Svietlahorsk (D2)  | 0 - 6                | (D1) Chakhtior Salihorsk |

## Huitièmes de finale
| Date              | Locaux                   | Score                | Visiteurs               |
| ----------------- | ------------------------ | -------------------- | ----------------------- |
| 21 septembre 2011 | Belkard Hrodna (D2)      | 1 - 2                | (D2) SKVITCH Minsk      |
| 21 septembre 2011 | Naftan Novopolotsk (D1)  | 2 - 1                | (D2) Partizan Minsk     |
| 21 septembre 2011 | Vedrytch Retchytsa (D2)  | 1 - 2                | (D3) FK Lida            |
| 21 septembre 2011 | FK Roudensk (D2)         | 1 - 3                | (D2) Kletchask Kletsk   |
| 21 septembre 2011 | Nioman Hrodna (D1)       | 2 - 1                | (D1) Dinamo Minsk       |
| 21 septembre 2011 | Chakhtior Salihorsk (D1) | 0 - 0 ap (4 - 5 tab) | (D1) FK Homiel          |
| 13 novembre 2011  | Dinamo Brest (D1)        | 3 - 1                | (D1) BATE Borisov       |
| 13 novembre 2011  | FK Homiel (D1)           | 3 - 0                | (D1) Belchina Babrouïsk |

## Quarts de finale
| Date         | Locaux             | Score | Visiteurs               |
| ------------ | ------------------ | ----- | ----------------------- |
| 17 mars 2012 | FK Lida (D2)       | 1 - 2 | (D1) Naftan Novopolotsk |
| 17 mars 2012 | Dinamo Brest (D1)  | 1 - 2 | (D1) FK Homiel          |
| 17 mars 2012 | Nioman Hrodna (D1) | 6 - 0 | (D2) Kletchask Kletsk   |
| 18 mars 2012 | SKVITCH Minsk (D2) | 2 - 3 | (D1) FK Minsk           |

## Demi-finales
| Date          | Locaux                  | Score                | Visiteurs      |
| ------------- | ----------------------- | -------------------- | -------------- |
| 25 avril 2012 | Naftan Novopolotsk (D1) | 0 - 0 ap (3 - 1 tab) | (D1) FK Homiel |
| 25 avril 2012 | Nioman Hrodna (D1)      | 0 - 2                | (D1) FK Minsk  |

## Finale
Le Naftan Novopolotsk dispute sa deuxième finale de coupe après sa victoire de 2009 tandis que le FK Minsk atteint ce stade pour la première fois. Le Naftan l'emporte finalement à l'issue de la séance de tirs au but sur le score de 4-3 après un match nul deuxième partout et remporte la coupe pour la deuxième fois de son histoire.
| Entraîneur :      |
| Vadim Skripchenko |

| Entraîneur :     |
| Igor Kovalevitch |

| Entraîneur :      |
| Vadim Skripchenko |

| Entraîneur :     |
| Igor Kovalevitch |